# Dipartimento di Tafí del Valle
Tafí del Valle è un dipartimento collocato nella parte nord-ovest della provincia argentina di Tucumán, con capitale Tafí del Valle.
Confina a nord con la provincia di Salta, a est con i dipartimenti di Trancas, Tafí Viejo, Lules e Famaillá; a sud con il dipartimento di Monteros e a ovest con la provincia di Catamarca.
Secondo il censimento del 2001, su un territorio di 2.741 km², la popolazione ammontava a 13.883 abitanti.
Il territorio è prevalentemente montuoso, solcato da grandi vallate, tra cui la valle di Tafí e quella di Yocavil. Nel territorio si trovano alcune tra le principali mete turistiche del dipartimento: Tafí del Valle, El Mollar e le rovine di Quilmes.
I municipi del dipartimento sono:
- Amaichá del Valle
- Colalao del Valle
- El Mollar
- Tafí del Valle